# Jean Cayrol
Jean Cayrol, właśc. Jean-Raphaël-Marie-Noël Cayrol (ur. 6 czerwca 1911 w Bordeaux, zm. 10 lutego 2005 tamże) – francuski poeta, prozaik i scenarzysta, członek Académie Goncourt.
Był synem lekarza. Studiował prawo, ale nie udało mu się ukończyć studiów. Po studiach całkowicie poświęcił się literaturze.
W 1941 r., podczas niemieckiej inwazji na Francję, dołączył do ruchu oporu, lecz został wydany i aresztowany. Został deportowany do obozu koncentracyjnego Mauthausen-Gusen. Pobyt w obozie koncentracyjnym mocno wpłynął na całokształt jego twórczości.
Jest zaliczany do nurtu nowej powieści. Centrum twórczości Cayrola stanowi postać Łazarza. Otrzymał Nagrodę Renaudot za książkę Je vivrai l'amour des autres. Napisał scenariusz do filmu „Noc i mgła” w reżyserii Alana Resnais’go. Tworzył powieści, wiersze, eseje oraz scenariusze.
Po wojnie pracował dla Éditions du Seuil.
W Polsce wydano powieści: Obce ciała  (tytuł oryg. Les Corps étrangers), Przeprowadzka (tytuł oryg. Déménagement) oraz Słyszę go jeszcze (tytuł oryg. Je l'entends encore).